# Werbekampagne

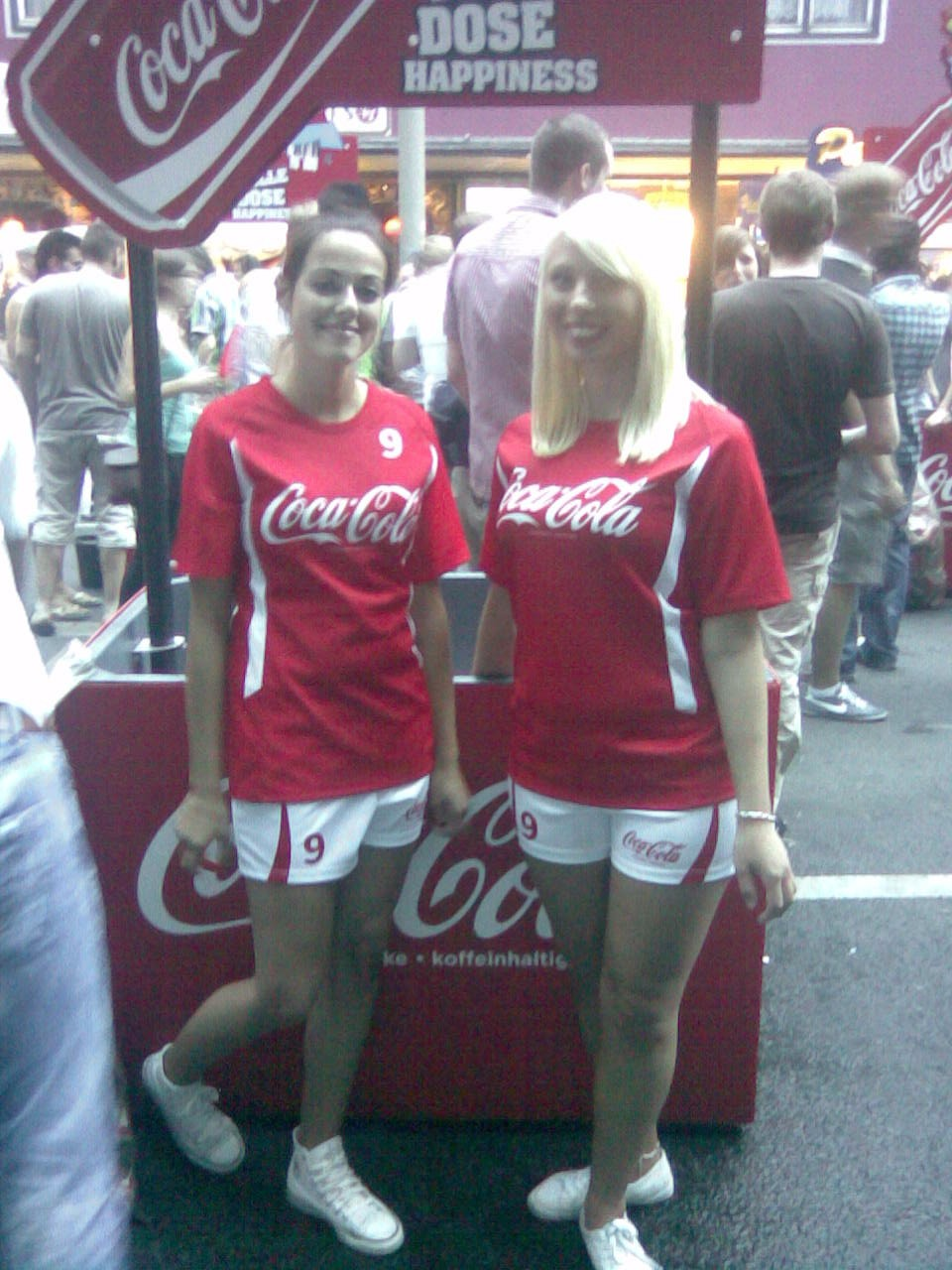
Eine Werbekampagne mit Freigetränken

Werbekampagnen sind in der Regel zeitlich begrenzte Marketingaktionen von Unternehmen und Organisationen, um für Produkte oder Dienstleistungen zu werben. Dabei kann eine Werbekampagne verschiedene Ziele verfolgen. Klassische Ziele sind, den Unternehmensumsatz bzw. -gewinn zu steigern und das Unternehmensimage sowie die eigene Marktposition zu verbessern. Zudem eignen sich Werbekampagnen, die im besten Fall auch auf die Zielgruppe zugeschnitten sind, sehr gut, um zur Markteinführung eines neuen Produktes oder einer neuen Dienstleistung für mehr Aufmerksamkeit zu sorgen. Auch in der Mitarbeitergewinnung (Recruiting) spielen Werbekampagnen zunehmend eine Rolle.
Einer Werbekampagne liegt stets eine Strategie- und Konzeptionsphase (Werbeplanung) zugrunde, bei der die folgenden Rahmenbedingungen festgelegt werden:
- Werbeziel
- Werbestrategie
- Werbebotschaft
- Budget
- Maßnahmen und Medien
- Zeitraum

Die Planung und Realisation kann einer Werbeagentur überlassen werden, bei großen Unternehmen wird damit die hauseigene Werbe- bzw. Marketingabteilung betraut. Bei der Umsetzung einer Werbekampagne werden meist eine Reihe von externen Dienstleistern eingeschaltet. Diese können vom Drucker über den Webdesigner bis zum Tonstudio reichen. Welche Dienstleister nötig sind, ist abhängig von der Wahl der Medien.
Bei der Umsetzung von Werbekampagnen bedient man sich unterschiedlicher Wege und Medien:
- Werbeanzeigen in Printmedien
- Rundfunk- und Fernsehspots
- Prospekte / Flyer / Handzettel
- Außenwerbung (Großfläche / City-Light-Poster / Litfaßsäule / Riesenposter)
- PR / redaktionelle PR / bezahlte PR
- Kinowerbung
- Events / Promotion / Veranstaltungen / Testimonials
- Abfangwerbung
- Werbeartikel
- Internetwerbung (Webauftritte / Bannerwerbung)
- Direct-Mailing-Maßnahmen
- Telefonmarketing
- SMS / E-Mail

usw.
Je nach Zielgruppe und Ausrichtung der Werbekampagne bedient man sich einzelner Medien oder eines sogenannten Media-Mixes, bestehend aus mehreren Medien. Welche Medien konkret zum Einsatz kommen, ist abhängig von der / den Zielgruppe(n). So ergibt es wenig Sinn, per Telefonmarketing Tütensuppen zu verkaufen oder Druckereimaschinen per Großfläche.

## Konzeption und Umsetzung
Das Werbekonzept setzt den allgemeinen Rahmen, nach dem sich alle Gestaltungsmaßnahmen einer Werbekampagne zu richten haben. Im Groben gibt das Konzept die Punkte Consumer Benefit (Vorteil für Konsumenten), Reason Why (wörtlich übersetzt: „Grund, warum“) und Tonality (Auffälligkeit, also z. B. den Einsatz von Reizworten) vor.
Die Anforderungen an eine erfolgreiche Werbung sind:
- Aufmerksamkeitsstärke
- Relevanz
- Glaubwürdigkeit
- Merkfähigkeit
- Kontinuität

Je mehr die Werbung diesen Kriterien gerecht wird, desto größer ist ihre Chance, dass sie das bewirkt, was sie bewirken soll. Mit der Konzeption einer Copy-Strategie (Text-Strategie) kann man eine effektive Werbung im Sinne dieser Anforderungen entwickeln. Ausgangspunkt ist dabei die Copy-Analyse. Um eine genaue und zielgerichtete Copy-Analyse durchführen zu können, sollte zu den Punkten der Copy-Strategie (Consumer Benefit, Reason Why, Tonality) ebenfalls ein Fokus auf die Positionierung gelegt werden, wie auch auf die gewünschte Zielgruppe, die erreicht werden soll.
Als Beispiel hier die Copy-Strategie eines Energydrink-Herstellers:
- Consumer Benefit:
Körperliche und geistige Fitness.
- Reason Why:
Die belebende Wirkung der Zutaten Taurin und Koffein.
- Tonality:
Humorvoll, witzig, geistreich, ironisch.

Der Prozess der Werbeplanung und -durchführung kann nach Hans Christian Weis wie folgt skizziert werden:
1. Marketingziele
2. Werbeziele
3. Werbeetat
4. Festlegung der Werbeobjekte
5. Festlegung der Werbesubjekte
6. Festlegung der Werbebotschaft
7. Auswahl der Werbemittel
8. Pretest
9. Auswahl der Werbeträger
10. Auswahl der Zeit und Region
11. Werbedurchführung
12. Werbekontrolle

Nach Abschluss einer Werbekampagne erfolgt in der Regel eine Kampagnenanalyse und Werbeerfolgskontrolle. Abhängig von diesen Ergebnissen werden zukünftige Werbekampagnen optimiert, erfolgreiche Kampagnen werden oft wiederholt oder auf weitere Zielgruppen oder Medien ausgeweitet.